# 紅葉 (陰陽座の曲)
「紅葉」（くれは）は、日本のバンド・陰陽座の12枚目のシングル。2008年8月6日にキングレコードから発売された。

## 概要
アルバム『魑魅魍魎』からの先行シングル。表題曲「紅葉」は、信州に伝わる伝説であり、能や歌舞伎でも上演されている『紅葉狩』に登場する鬼女「紅葉」をアイデアの骨格としており、PVを近藤廣行が手掛けている。

## 収録曲
（全作詞：瞬火、編曲：陰陽座）
1. 紅葉[4:21]
作曲：瞬火
  - 日本テレビ系「ルート88」エンディングテーマ
2. 飛影（ひえい）[3:28]
作曲：瞬火・狩姦
3. 木葉天狗（このはてんぐ）[3:54]
作曲：瞬火・招鬼

## 収録アルバム
| 曲名 | アルバム     | 発売日        | 備考                  |
| ---- | ------------ | ------------- | --------------------- |
| 紅葉 | 『魑魅魍魎』 | 2008年9月10日 | 8thオリジナルアルバム |
| 紅葉 | 『龍凰珠玉』 | 2013年12月4日 | ベスト・アルバム      |